# Santa Cruz do Capibaribe
Santa Cruz do Capibaribe est une ville brésilienne de l'est de l'État du Pernambouc. 